# Hypenopsis sombrus
Hypenopsis sombrus là một loài bướm đêm trong họ Erebidae.